# Frederic Franz Xaver von Hohenzollern-Hechingen
Frederic Franz Xaver von Hohenzollern-Hechingen (31 mai 1757, castelul Geulle de lângă Maastricht - 6 aprilie 1844, Viena) a fost atât prinț de Hohenzollern-Hechingen, conte de Sigmaringen și Währingen, feldmareșal austriac și cavaler al Ordinului Lânii de Aur, cât și președinte al Hofkriegsrat și Trezorier.